# Презутти, Рафаэле Филиппо
Рафаэле Филиппо Презутти (итал.  Raffaele Filippo Presutti OFMCap, 9 января 1845 года, Италия — 3 августа 1914 года) — католический прелат, епископ, викарий апостольского викариата Аравии с 13 сентября 1910 года по 3 августа 1914 год, член монашеского ордена капуцинов.

## Биография
13 сентября 1910 года Римский папа Пий X назначил Рафаэле Филиппо Презутти титулярным епископом Анкиалуса и викарием апостольского викариата Аравии. 30 ноября года состоялось рукоположение Рафаэле Филиппо Презутти в епископа, которое совершил архиепископ Агры Карло Джузеппе Джентили в сослужении с епископом Аллахабада Петронио Франческо Граминья и епископом Аджмера Фабьеном Антуаном Эстермансом.
Скончался 3 августа 1914 года.